# Nilmar
Nilmar Honorato da Silva, plus connu sous le nom Nilmar, est un footballeur international brésilien, né le 14 juillet 1984 à Bandeirantes au Brésil. Il occupe le poste d’attaquant.

## Carrière de joueur

### En club
Nilmar commence sa carrière au SC Internacional, club où il est formé. Il entre dans l'équipe première en 2003
Nilmar signe à l'Olympique lyonnais durant l'été 2004, initialement dans le but de remplacer Giovane Élber, celui-ci étant sérieusement blessé au début de la saison.
Les débuts de Nilmar avec Lyon sont impressionnants : après être entré en jeu contre le Stade rennais, il marque deux buts pour son premier match. Mais ces buts sont les seuls qu'il marque en Ligue 1 durant toute la saison 2004-2005. Il restera quand même dans les souvenirs des supporters français lorsque, durant le 1/4 de finale retour de ligue des champions de l’UEFA 2004-2005 il est accroché dans la surface de réparation par le gardien du PSV Eindhoven ; mais l’arbitre ne siffla pas penalty et éliminera l’OL.
Après une saison très mitigée avec l'Olympique lyonnais, étant barré par Sylvain Wiltord et Pierre-Alain Frau, puis par l'arrivée de Fred, il est prêté au SC Corinthians, où il réalise de très bonnes performances, qui lui permettent même d'être retenu dans l'équipe type du championnat brésilien 2006.
Malgré cela, l'Olympique lyonnais le transfère définitivement lors de l'été 2006 pour dix millions d'euros mais, cette somme tardant à être entièrement payée, des rumeurs de retour à l'OL circulent.
Le 17 août 2007, la justice brésilienne annule même le contrat de Nilmar avec le SC Corinthians pour des défauts de paiement.
L'affaire finalement réglée, Nilmar, alors joueur libre, décide de faire son retour au SC Internacional malgré l'intérêt de plusieurs clubs européens, qui va continuer par la suite (avec notamment une offre de 15 millions d'euros de Palerme à l'été 2008). En effet, pendant deux ans avec le SC Internacional, il réalise souvent de très bons matchs, et marque des buts magnifiques, souvent décisifs, comme celui de la finale de la Dubaï Cup, en janvier 2008, ou encore celui de la finale de la Copa Sudamericana, en décembre 2008.
Le 25 juillet 2009, après un duel avec le club champion de Bundesliga 2009, Wolfsburg, le club espagnol de Villarreal engage l'ex-attaquant de l'Olympique lyonnais pour près de 11 millions d'euros et un contrat de cinq ans.
Lors du mercato d'été de 2012, il s'engage pour quatre ans à Al-Rayyan SC en première division qatarie. Il inscrit un joli total de 21 buts lors de ses 45 apparitions. En 2014, il rejoint l'El Jaish SC, le temps d'inscrire 8 buts en 12 matchs.
En 2014-2015, il évolue au SC Internacional et score à 9 reprises en 34 matchs. Après cette pige ; il retourne dans le golfe, à l'Al Nasr Dubaï, durant un an. Entre 2015 et 2016, il marque 16 buts en 38 apparitions.
En 2017-2018, il revient au Brésil pour signer au Santos FC. Au bout de deux mois, souffrant d'une dépression et en accord avec le club, il suspend son contrat pour une durée indéterminée,. Il prend finalement sa retraite sportive à l'échéance de son contrat, en 2018. Il n'aura joué au total que 39 minutes sous le maillot du club.

### En équipe nationale
Nilmar compte 24 sélections et 9 buts avec l'équipe du Brésil, la première en juillet 2003,,,,.
Retenu par le sélectionneur Dunga pour la Coupe du monde 2010, il est le plus souvent remplaçant (entrées en fin de matches). Il est titulaire au coup d'envoi face au Portugal (0-0) le 25 juin 2010, pour le dernier match de poule du premier tour (alors que les Brésiliens sont déjà qualifiés pour les huitièmes de finale).

## Statistiques
| Saison                | Club                  | Championnat           | Championnat | Championnat | Coupe nationale | Coupe nationale | Coupe de la Ligue | Coupe de la Ligue | Supercoupe | Supercoupe | Compétition(s) continentale(s) | Compétition(s) continentale(s) | Compétition(s) continentale(s) | Brésil | Brésil | Total | Total |
| Saison                | Club                  | Division              | M.          | B.          | M.              | B.              | M.                | B.                | M.         | B.         | Comp.                          | M.                             | B.                             | M.     | B.     | M.    | B.    |
| 2002                  | Internacional         | Série A               | -           | -           | -               | -               | -                 | -                 | -          | -          | -                              | -                              | -                              | -      | -      | 0     | 0     |
| 2003                  | Internacional         | Série A               | 28          | 10          | 2               | 0               | -                 | -                 | -          | -          | CS                             | 2                              | 0                              | 4      | 0      | 36    | 10    |
| 2004                  | Internacional         | Série A               | 14          | 6           | 3               | 2               | -                 | -                 | -          | -          | CS                             | 1                              | 0                              | 1      | 1      | 19    | 9     |
| Sous-total            | Sous-total            | Sous-total            | 42          | 16          | 5               | 2               | -                 | -                 | -          | -          | -                              | 3                              | 0                              | 5      | 1      | 55    | 19    |
| 2004-2005             | Olympique lyonnais    | Ligue 1               | 32          | 2           | 3               | 1               | 1                 | 0                 | -          | -          | C1                             | 9                              | 4                              | -      | -      | 45    | 7     |
| jui 2005              | Olympique lyonnais    | Ligue 1               | 0           | 0           | 0               | 0               | -                 | -                 | 1          | 0          | -                              | -                              | -                              | -      | -      | 1     | 0     |
| Sous-total            | Sous-total            | Sous-total            | 32          | 2           | 3               | 1               | 1                 | 0                 | 1          | 0          | -                              | 9                              | 4                              | -      | -      | 46    | 7     |
| 2005                  | Corinthians           | Série A               | 21          | 7           | -               | -               | -                 | -                 | -          | -          | -                              | -                              | -                              | -      | -      | 21    | 7     |
| 2006                  | Corinthians           | Série A               | 11          | 1           | -               | -               | -                 | -                 | -          | -          | CL                             | 7                              | 5                              | -      | -      | 18    | 6     |
| Sous-total            | Sous-total            | Sous-total            | 32          | 8           | -               | -               | -                 | -                 | -          | -          | -                              | 7                              | 5                              | -      | -      | 39    | 13    |
| 2007                  | Internacional         | Série A               | 2           | 0           | -               | -               | -                 | -                 | -          | -          | -                              | -                              | -                              | -      | -      | 2     | 0     |
| 2008                  | Internacional         | Série A               | 27          | 14          | 4               | 0               | -                 | -                 | -          | -          | CS                             | 7                              | 4                              | 1      | 0      | 39    | 18    |
| 2009                  | Internacional         | Série A               | 7           | 5           | 9               | 2               | -                 | -                 | -          | -          | RS                             | 1                              | 0                              | 2      | 1      | 19    | 8     |
| Sous-total            | Sous-total            | Sous-total            | 36          | 19          | 13              | 2               | -                 | -                 | -          | -          | -                              | 8                              | 4                              | 3      | 1      | 60    | 26    |
| 2009-2010             | Villarreal CF         | Liga                  | 33          | 11          | 2               | 0               | -                 | -                 | -          | -          | C3                             | 9                              | 1                              | 13     | 6      | 57    | 18    |
| 2010-2011             | Villarreal CF         | Liga                  | 31          | 11          | 1               | 0               | -                 | -                 | -          | -          | C3                             | 12                             | 7                              | 3      | 1      | 47    | 19    |
| 2011-2012             | Villarreal CF         | Liga                  | 21          | 4           | 2               | 0               | -                 | -                 | -          | -          | C1                             | 5                              | 0                              | -      | -      | 28    | 4     |
| Sous-total            | Sous-total            | Sous-total            | 85          | 26          | 5               | 0               | -                 | -                 | -          | -          | -                              | 26                             | 8                              | 16     | 7      | 132   | 41    |
| 2012-2013             | Al-Rayyan SC          | Q-League              | 20          | 14          | 3               | 2               | -                 | -                 | -          | -          | AFC                            | 6                              | 3                              | -      | -      | 29    | 19    |
| 2013-2014             | Al-Rayyan SC          | Q-League              | 15          | 2           | 1               | 0               | -                 | -                 | -          | -          | -                              | -                              | -                              | -      | -      | 16    | 2     |
| Sous-total            | Sous-total            | Sous-total            | 35          | 16          | 4               | 2               | -                 | -                 | -          | -          | -                              | 6                              | 3                              | -      | -      | 45    | 21    |
| 2013-2014             | El Jaish SC           | Q-League              | 3           | 2           | 1               | 0               | -                 | -                 | -          | -          | AFC                            | 8                              | 6                              | -      | -      | 12    | 8     |
| Sous-total            | Sous-total            | Sous-total            | 3           | 2           | 1               | 0               | -                 | -                 | -          | -          | -                              | 8                              | 6                              | -      | -      | 12    | 8     |
| 2014                  | Internacional         | Série A               | 8           | 2           | -               | -               | -                 | -                 | -          | -          | -                              | -                              | -                              | -      | -      | 8     | 2     |
| 2015                  | Internacional         | Série A               | 8           | 3           | 10              | 1               | -                 | -                 | -          | -          | RS                             | 8                              | 3                              | -      | -      | 26    | 7     |
| Sous-total            | Sous-total            | Sous-total            | 16          | 5           | 10              | 1               | -                 | -                 | -          | -          | -                              | 8                              | 3                              | -      | -      | 34    | 9     |
| 2015-2016             | Al Nasr Dubaï         | A.G League            | 24          | 10          | 5               | 2               | -                 | -                 | 1          | 0          | AFC                            | 4                              | 3                              | -      | -      | 34    | 15    |
| Sous-total            | Sous-total            | Sous-total            | 24          | 10          | 5               | 2               | -                 | -                 | 1          | 0          | -                              | 4                              | 3                              | -      | -      | 34    | 15    |
| Total sur la carrière | Total sur la carrière | Total sur la carrière | 302         | 102         | 46              | 10              | 1                 | 0                 | 2          | 0          | -                              | 79                             | 36                             | 24     | 9      | 454   | 157   |

## Palmarès
- Vainqueur de la Coupe du monde des moins de 20 ans en 2003 avec l'équipe du Brésil
- Vainqueur de la Copa Sudamericana en 2008 avec le SC Internacional
- Champion de France en 2005 avec l'Olympique lyonnais
- Champion du Brésil en 2005 avec le SC Corinthians
- Vainqueur du Trophée des champions en 2005 avec l'Olympique lyonnais
- Champion de l'État du Rio Grande do Sul en 2003, 2004 et 2008 avec le SC Internacional
- Meilleur buteur de la Copa Sudamericana en 2008 avec le SC Internacional (5 buts)
- Meilleur buteur du championnat Paulista en 2006 avec le SC Corinthians (18 buts)
- « Ballon d'argent brésilien » en 2008